# Tattenhoe
Tattenhoe – dzielnica miasta Milton Keynes w Anglii, w hrabstwie Buckinghamshire, w dystrykcie (unitary authority) Milton Keynes. Leży 14 km od miasta Buckingham. W 1961 roku civil parish liczyła 20 mieszkańców.

## Etymologia
Źródło:

Nazwa miejscowości na przestrzeni wieków:
- XII w. – Thateo
- XIII. – Tattenho i Totenho
- XVI–XVII. – Tottynho
- XVIII–XIX. – Tattenhall